# Hypocrea nebulosa
Hypocrea nebulosa är en svampart som beskrevs av Massee 1898. Hypocrea nebulosa ingår i släktet svampdynor och familjen Hypocreaceae.   Inga underarter finns listade i Catalogue of Life.